# 4Q114
4Q114 (auch 4QDanc) ist ein unter den Schriftrollen vom Toten Meer entdecktes Fragment einer hebräischen Pergamentrolle des alttestamentlichen Buches Daniel, das auf etwa das 2. Jahrhundert v. Chr. datiert wird
Die Handschrift umfasst fragmentarisch den Text aus Daniel 10–11  (Dan 10,5–9; 11–16; 10,21–11,2; 11,13–17; 25–29).
Die Schrift des Fragments wird mittels Paläographie auf 125–100 v. Chr. datiert. 2025 wurde das Pergament jedoch mittels der Radiokarbonmethode auf 230–160 v. Chr. datiert, während die Entstehung des Buches Daniel auf die frühen 160er v. Chr. geschätzt wird. Die Handschrift stammt damit aus der Zeit, als vermutlich der letzte Abschnitt des Buches Daniel verfasst wurde und könnte das erste bekannte alttestamentliche Schriftstück sein, welches in die Entstehungszeit des entsprechenden biblischen Buches zurückreicht.